# 海韻臺
海韻臺（英語：Rhine Terrace）是位於香港新界荃灣深井東部的一個住宅大廈，是深井第二個發展及落成的屋苑，擁有一座樓宇，是深井目前首個及唯一的單幢屋苑，擁有212個單位，由長江實業發展，於1991年開始興建，於1992年7月落成入伙，與鄰近同一發展商興建的海韻花園同步興建。
由於海韻臺只有一座樓宇，人口及建築面積較少，所以只設有平台花園，停車場供屋苑居民使用，相比深井其他屋苑為細小。不過由於鄰近的海韻花園都是由同一個發展商興建，而兩個屋苑距離不遠，所以為了善用資源，海韻花園的會所【海韻花園俱樂部】及其他所有設施都是海韻花園和海韻臺的住戶共用的，只需出示屋苑的住戶證便可使用。
另外，有線電視於海韻台天台設置戶外攝影機，以轉播周圍環境作天氣報道之用，攝影範圍包括屯門公路、青馬大橋、汀九橋及青衣北岸公路。

### 樓宇
| 樓宇名稱 | 落成年份 |
| -------- | -------- |
| 海韻臺   | 1992     |

### 樓宇外型
- 雖然海韻臺背後貼近屯門公路，噪音問題嚴重，但海韻臺背面不像海韻花園一樣背面不設單位。
- 低層面向屯門公路的單位完全成一直線，所以這些單位噪音問題嚴重。

### 單位資料
- 31層
- 1-22層有8個單位（A-H）[永久]海韻臺平面圖
- 1-23樓單位B,E為兩房單位、A,F為三房細單位、C,D為三房大單位
- 23層以上為複式單位，只有四個單位
- 複式單位設有露台
- 間隔四方
- 全有單位設主人房，三房大單位設套廁

## 外部連結
- 長江集團 （页面存档备份，存于）

1. ↑  [永久]
2. ↑  [永久]
3. ↑  [永久]
4. ↑  [永久]
5. ↑  的存檔，存档日期2016-10-02.